# Tuyên truyền tại Cộng hòa Dân chủ Nhân dân Triều Tiên

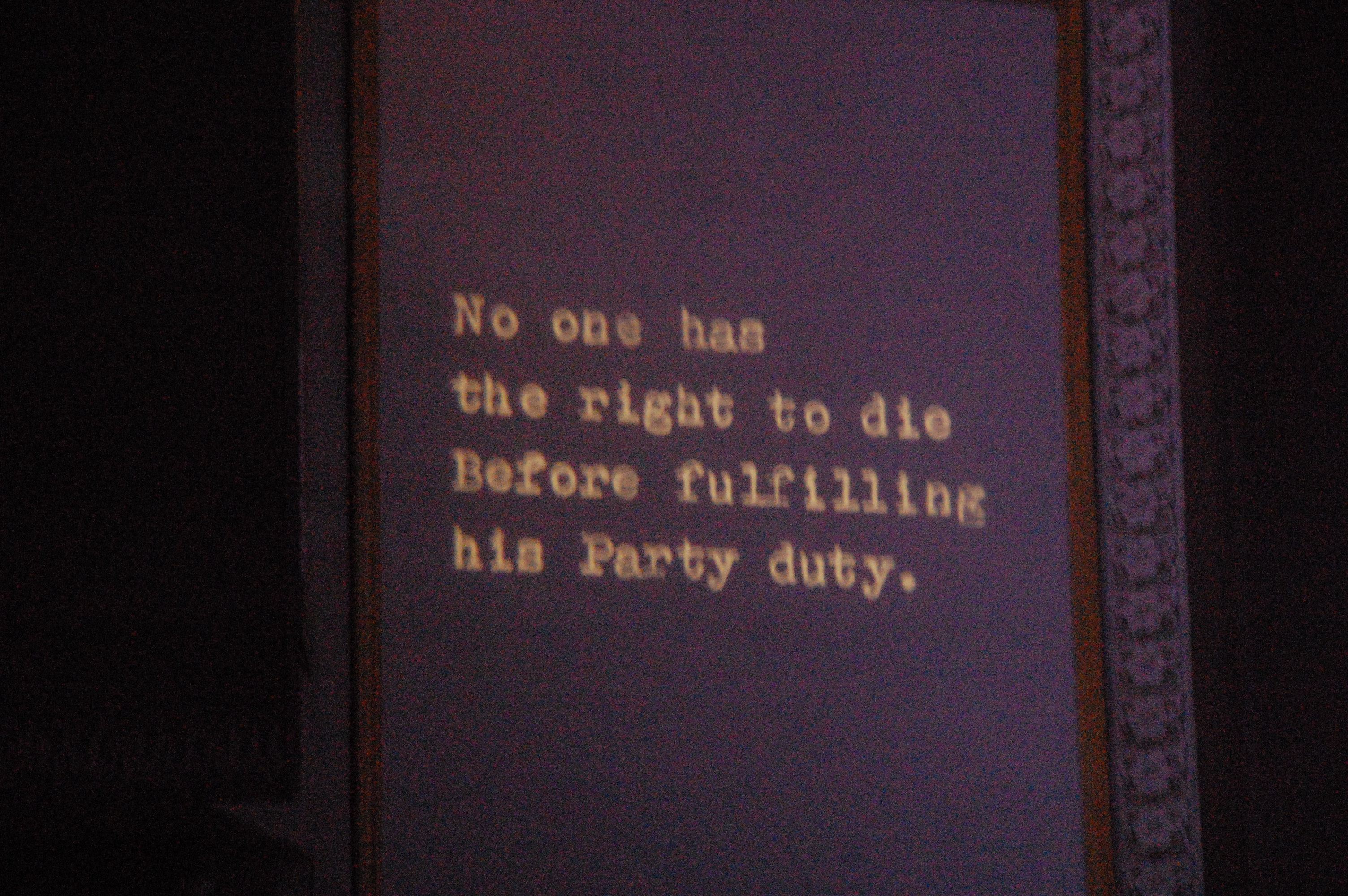
Tiêu ngữ trong Ca kịch cách mạng Triều Tiên

Các hoạt động tuyên truyền được xây dựng và sử dụng rộng rãi tại Bắc Triều Tiên (DPRK). Phần lớn hoạt động tuyên truyền dựa trên ý thức hệ Chủ thể và hoạt động của Đảng Lao động Triều Tiên.
Điều 3 của hiến pháp Triều Tiên tuyên bố, "Nước CHDCND Triều Tiên sẽ hoạt động theo ý thức hệ Chủ thể, một thế giới quan tập trung vào nhân dân, một ý thức hệ cách mạng để đạt được độc lập cho nhân dân."
Rất nhiều hình chụp lãnh tụ tối cao được trưng bày trên khắp cả nước.  Người ta không thể có bất kỳ ấn phẩm nào có nội dung liên quan đến tôn giáo, khiêu dâm, chính trị khi đi đến Triều Tiên.

### Bài viết liên quan
- Truyền thông đại chúng tại Cộng hòa Dân chủ Nhân dân Triều Tiên
- Viễn thông tại Cộng hòa Dân chủ Nhân dân Triều Tiên
- Tuyên truyền Cộng sản

### Kiểm duyệt
- Phá sóng tại Triều Tiên
- Kiểm duyệt ở Cộng hòa Dân chủ Nhân dân Triều Tiên